# Équipe de Chine des moins de 17 ans de football
Maillots
L'équipe de Chine des moins de 17 ans est une sélection de joueurs de moins de 17 ans au début des deux années de compétition placée sous la responsabilité de la Fédération de Chine de football. L'équipe a remporté deux fois la Coupe d'Asie des nations des moins de 16 ans et a été par deux fois quart de finaliste de la Coupe du monde des moins de 17 ans.

## Parcours en Coupe d'Asie des nations de football des moins de 16 ans
- 1985 : 1er tour
- 1986 : Non qualifiée
- 1988 :  3e
- 1990 :  3e
- 1992 :  Vainqueur
- 1994 : 1er tour
- 1996 : 1er tour
- 1998 : Non qualifiée
- 2000 : 1er tour
- 2002 :  3e
- 2004 :  Vainqueur
- 2006 : Quarts de finale
- 2008 : 1er tour
- 2010 : 1er tour
- 2012 : 1er tour
- 2014 : 1er tour
- 2016 : Non qualifiée
- 2018 : Non qualifiée
- 2023 : À venir

## Parcours en Coupe du monde des moins de 17 ans
- 1985 : Quarts de finale
- 1987 : Non qualifiée
- 1989 : 1er tour
- 1991 : 1er tour
- 1993 : 1er tour
- 1995 : Non qualifiée
- 1997 : Non qualifiée
- 1999 : Non qualifiée
- 2001 : Non qualifiée
- 2003 : 1er tour
- 2005 : Quarts de finale
- 2007 : Non qualifiée
- 2009 : Non qualifiée
- 2011 : Non qualifiée
- 2013 : Non qualifiée
- 2015 : Non qualifiée
- 2017 : Non qualifiée
- 2019 : Non qualifiée
- 2023 : À venir

## Anciens joueurs
- Li Chunyu
- Su Maozhen
- Li Xiaopeng
- Yu Genwei
- Guo Mingyue
- Hao Junmin
- Yu Dabao
- Li Zhuangfei